# Glyptothorax plectilis
Glyptothorax plectilis és una espècie de peix de la família dels sisòrids i de l'ordre dels siluriformes.

## Morfologia
Els mascles poden assolir els 7,6 cm de llargària total.

## Distribució geogràfica
Es troba a Sumatra (Indonèsia).